# Julius Axelrod
Julius Axelrod (New York, 30 mei 1912 – Bethesda (Maryland), 29 december 2004) was een Amerikaans biochemicus.
In 1970 won hij samen met Bernard Katz en Ulf Svante von Euler de Nobelprijs voor Fysiologie of Geneeskunde voor hun gezamenlijke onderzoek aan neurotransmitters.

## Biografie

### Jonge jaren
Axelrod werd geboren als zoon van de Joodse immigranten Molly Leichtling en Isadore Axelrod. Zijn vader was mandenmaker in de Lower East Side van Manhattan. Hij studeerde biologie aan het College of the City of New York, alwaar hij in 1933 zijn bachelorgraad in de biologie haalde. Hij wilde graag arts worden, maar werd geweigerd bij elke medische school waar hij zich in wilde schrijven. Na een tijdje te hebben gewerkt als laborant bij de New York-universiteit, kreeg hij in 1935 een baan bij het New Yorks departement van volksgezondheid. Hier moest hij vitaminesupplementen testen die werden toegevoegd aan voedsel.
Tijdens zijn periode bij het departement van volksgezondheid bleef Axelrod doorstuderen via de avondschool. In 1941 haalde hij zijn Master aan de New York-universiteit. Hij kreeg bij zijn werk op het departement ook een ongeluk, toen een fles ammonia in zijn bijzijn ontplofte. Door de ontploffing raakte zijn linkeroog beschadigd. De rest van zijn leven droeg Axelrod om deze reden een ooglapje.

### Onderzoek
In 1946 nam Axelrod een baan aan onder Bernard Brodie in het Goldwater Memorial ziekenhuis. Zijn ervaringen betekenden het begin van zijn onderzoekscarrière. Brodie en Axelrod deden onderzoek naar de werking van pijnstillers. Tijdens de jaren veertig ontwikkelden gebruikers van pijnstillers anders dan aspirine een bloedaandoening genaamd methemoglobinemie. Axelrod en Brodie ontdekten dat acetanilide, het hoofdingrediënt in deze pijnstillers, de oorzaak was. Ze vonden dat bij de omzetting in het lichaam naast paracetamol ook een geringe hoeveelheid van de bloedvergiftigende stof aniline werd gevormd. De oplossing was om enkel zuiver paracetamol als pijnstiller te gebruiken.
In 1949 begon Axelrod te werken bij het Nationale Hartinstituut, de voorloper van de National Heart, Lung, and Blood Institute (NHLBI), onderdeel van het National Institutes of Health (NIH). Hij onderzocht de effecten van cafeïne, waardoor zijn interesse in het orthosympathisch zenuwstelsel werd opgewekt. Rond deze tijd deed Axelrod ook onderzoek naar codeïne, morfine, methamfetamine, en efedrine. Hij deed tevens enkele van de eerste experimenten met lysergeenzuurdi-ethylamide.
Axelrod besefte dat hij zijn carrière maar moeilijk kon voortzetten zonder een Ph.D. Daarom nam hij in 1954 een jaar vrij van het NIH om te gaan studeren aan de George Washington-universiteit. Hij mocht enkele van zijn eerdere onderzoeken gebruiken voor zijn proefschrift, en studeerde in 1955 af. Hierna keerde hij terug naar het NIH, alwaar hij begon aan de belangrijkste onderzoeken uit zijn carrière. Hieronder viel ook zijn onderzoek naar neurotransmitters, waarvoor hij de Nobelprijs kreeg. Axelrod toonde met zijn onderzoek aan dat catecholamine-neurotransmitters niet gewoon stoppen met werken nadat ze worden losgelaten in een synaps. In plaats daarvan worden ze opnieuw opgepikt door de pre-synaptische zenuw en hergebruikt voor latere transmissies. Dit onderzoek legde de basis voor latere selectieve serotonine-heropnameremmers, die de heropname van neurotransmitters tegengaan.
In 1958 ontdekte en karakteriseerde Axelrod het enzym catechol-O-methyltransferase, welke betrokken is bij de afbraak van catecholaminen.

### Politieke kijk
Nadat hij in 1970 de Nobelprijs had gewonnen, gebruikte Axelrod zijn media-aandacht om enkele politieke zaken aan te kaarten. In 1973 richtte president Richard Nixon een agentschap op met als doel de genezing van kanker. Axelrod organiseerde samen met Nobelprijswinnaars Marshall Warren Nirenberg en Christian Anfinsen een petitie van wetenschappers die tegen dit agentschap waren. Volgens hem was het verkeerd om onderzoek in die mate te concentreren op kanker, omdat er dan geen geld zou overblijven voor onderzoek naar andere medische problemen die wellicht makkelijker op waren te lossen.
Axelrod uitte zich ook meerdere malen tegen het feit dat wetenschappers gevangen werden gezet in de Sovjet-Unie.
Hoewel Axelrod al op jonge leeftijd atheïst werd en zich afzette tegen zijn strenge religieuze opvoeding, bleef hij zich wel identificeren met de joodse cultuur. Zo nam hij deel aan verschillende internationale campagnes tegen antisemitisme.

### Later jaren
Dr. Axelrod was lid van de Raad van Sponsors van de Federation of American Scientists en de International Academy of Science.
Zijn vrouw, Sally Taub Axelrod, stierf in 1992. Axelrod stierf zelf in 2004. Hij werd overleefd door zijn twee zonen, Paul en Alfred, en drie kleinkinderen.